# Liste de musées en Norvège
Pour les autres articles nationaux ou selon les autres juridictions, voir Liste des musées par pays.
Cet article présente une liste non exhaustive de musées en Norvège, classés par ville.

## Bergen
- Musée d'art de Bergen
- Musée des beaux-arts de Bergen (Kunstmuseum)

## Lillehammer
- Maihaugen
- Musée d'art de Lillehammer

## Oslo
- Centre d'art Henie-Onstad
- Centre Nobel de la paix
- Galerie nationale
- Installation de Vigeland
- Musée d'art contemporain Astrup-Fearnley
- Musée botanique
- Musée des Forces armées (no)
- Musée d'histoire culturelle
  - Musée des navires vikings
- Musée de la marine
- Musée du Kon-Tiki
- Musée du Fram
- Musée folklorique norvégien
- Musée Munch
- Musée national de l'art, de l'architecture et du design
- Musée paléontologique (en)
- Musée de la police d'Oslo (no)
- Musée Stenersen
- Musée technique norvégien (no)
- Musée des transports d'Oslo (en)
- Musée de la ville d'Oslo (no)
- Muséum d'Oslo

## Trondheim
- Musée national des arts décoratifs
- Musée des sciences de Trondheim
- Musée Ringve
- Synagogue de Trondheim

## Autres villes
- Musée d'Alta, à Alta
- Musée d'art de Sørlandet (es), à Kristiansand
- Musée du Romsdal, à Molde
- Villa Lysøen, à Os
- Hvalfangstmuseet, à Sandefjord
- Musée de la scierie norvégienne, à Spillum
- Musée de Stavanger, à Stavanger
- Forteresse d'Hegra, à Stjørdal
- Musée universitaire de Tromsø, à Tromsø

## Dépendances territoriales

### Svalbard
- Musée du Svalbard (le musée le plus septentrional du monde[1]), à Longyearbyen